# Oliarus formosana
Oliarus formosana är en insektsart som beskrevs av Matsumura 1914. Oliarus formosana ingår i släktet Oliarus och familjen kilstritar. Inga underarter finns listade i Catalogue of Life.